# Кулишова, Виктория Игоревна
Викто́рия И́горевна Кулишо́ва (род. 12 августа 1999, Мегион, Тюменская область) — российская хоккейная нападающая, игрок «Агидели» и сборной России.

## Биография
В чемпионате России дебютировала в сезоне 2015/16 за нижегородский СКИФ.
Выступала за юниорскую сборную России на чемпионатах мира 2016 и 2017 годов. В 2017 году вместе с командой завоевала бронзовую медаль. За основную команду дебютировала на Олимпийских играх 2018 года в Пхёнчхане. На турнире сыграла 6 матчей, забросила одну шайбу в ворота соперников.